# Улица Линнамяэ
Улица Ли́ннамяэ, также Ли́ннамяэ те́э и Ли́ннамяэ-те́э (эст. Linnamäe tee) — улица в районе Ласнамяэ города Таллина, столицы Эстонии.

## География
Пролегает через микрорайоны Куристику и Прийсле. Начинается от улицы Мустакиви и заканчивается на пересечении с улицей Уссимяэ. Протяжённость — 1699 м.

## История
Улица получила своё название 25 апреля 1986 года. Буквальный перевод с эстонского — «Городищенская»; названа так потому, что идёт в сторону городища Иру.

## Общественный транспорт
По улице проходят маршруты городских автобусов № 12, 54, 60, 65.

## Застройка
Застроена в основном 5-этажными и 9-этажными панельными жилыми домами, возведёнными в 1987—1989 годах (серии 111-121). Застройка 2010-х годов — Дом здоровья, супермаркет Maxima XXX, жилой дом 38В, жилой дом 42А («Башни Линнамяэ»), застройка 2021 года — торговый центр «Linnamäe Peremarket»).
Рядом с улицей находятся парк Ласнамяэ и парк Тондилоо.

## Учреждения и предприятия
- Linnamäe tee 3 — Ласнамяэский Дом здоровья,
- Linnamäe tee 3 — Магазин «Linnamäe Konsum» торговой сети «Coop»,
- Linnamäe tee 10 — Линнамяэский русский лицей,
- Linnamäe tee 57 — cупермаркет «Maxima XXX»,
- Linnamäe tee 95 — офисно-торговый центр «Linnamäe Peremarket».

Улица Линнамяэ
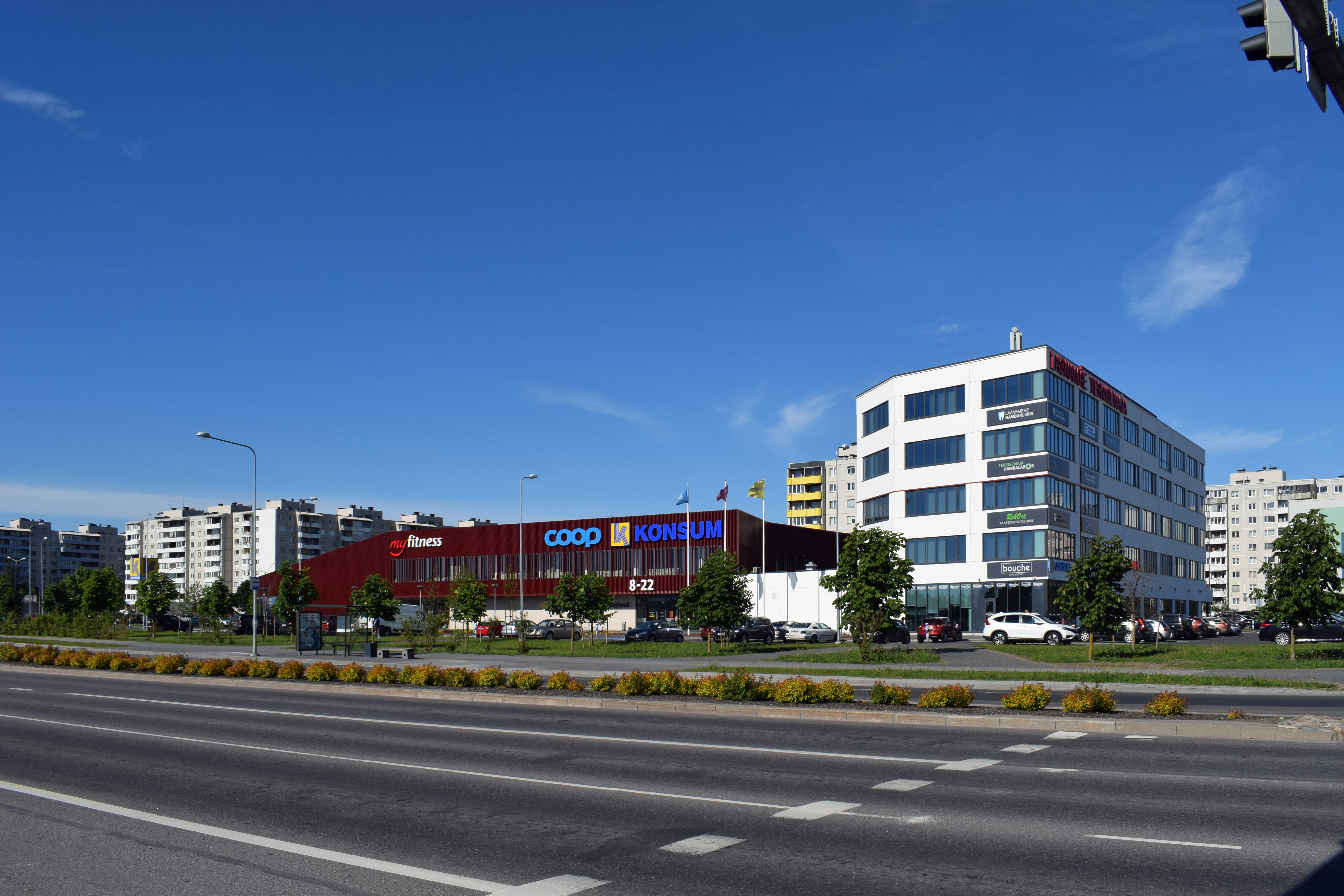
Дом 3, Ласнамяэский дом здоровья и магазин торговой сети Konsum (на переднем плане улица Мустакиви)
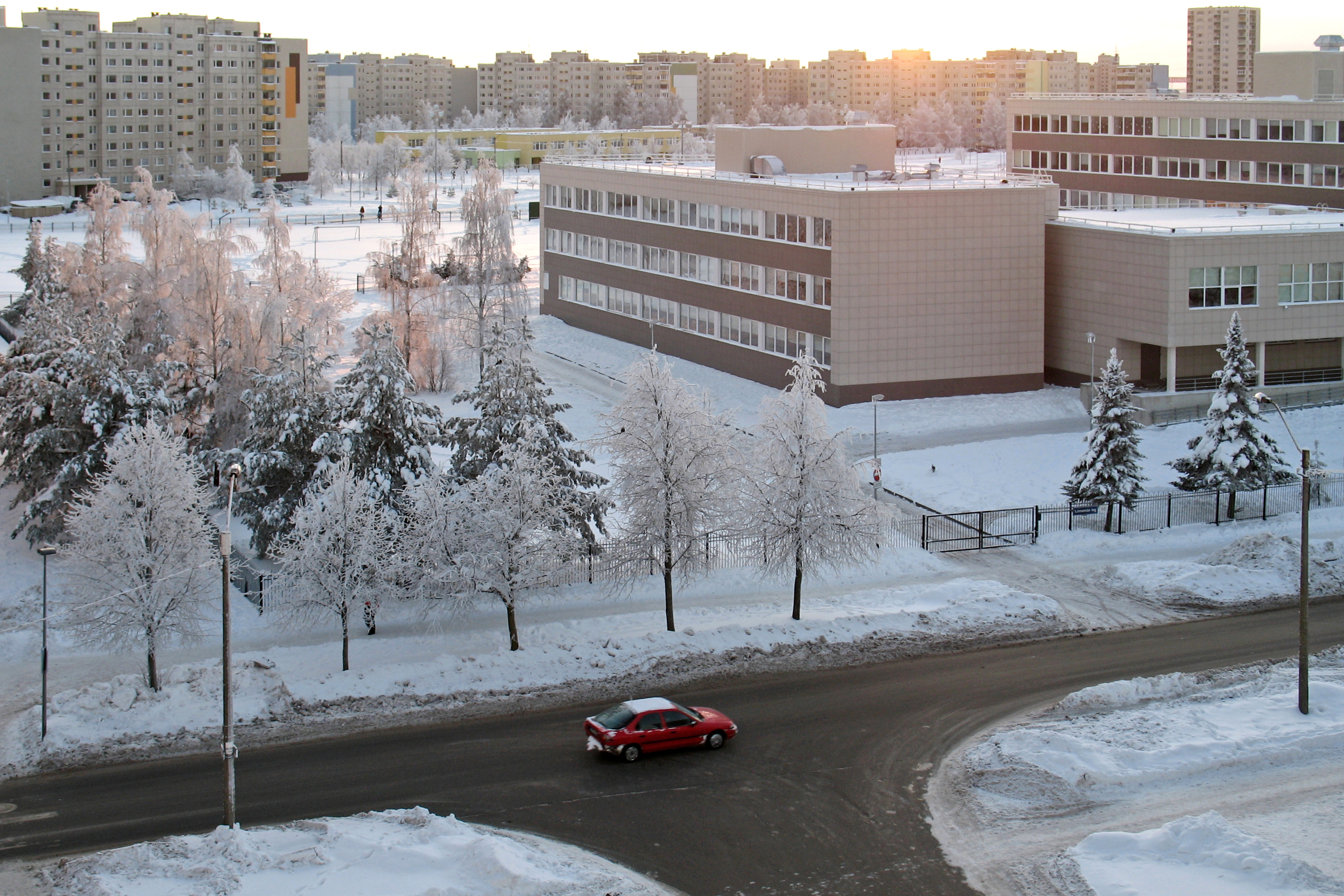
Дом 10, Линнамяэский Русский лицей
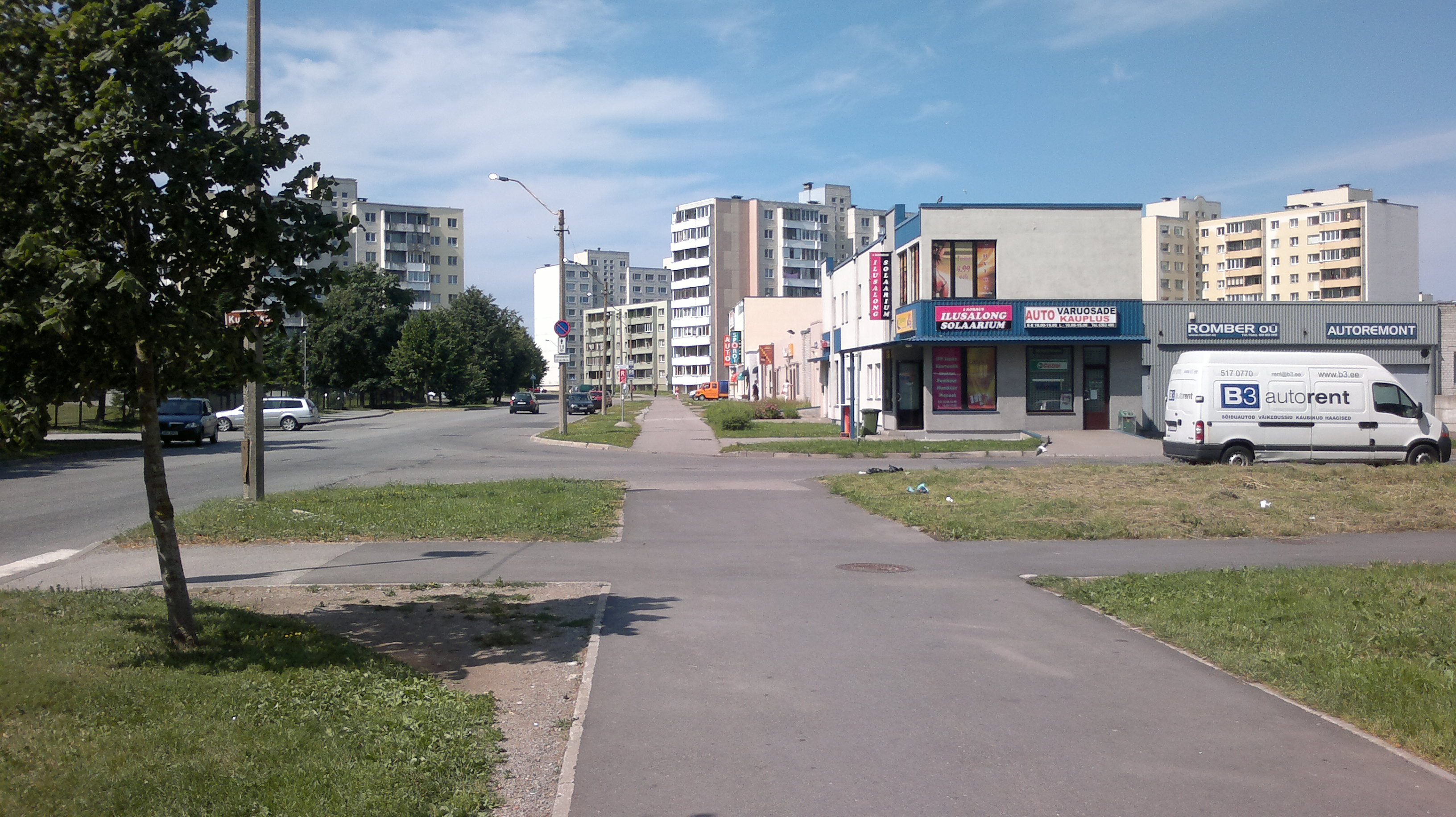
Улица на границе микрорайонов Куристику и Прийсле, дома 25, 27, 31, 37
Дом 38B
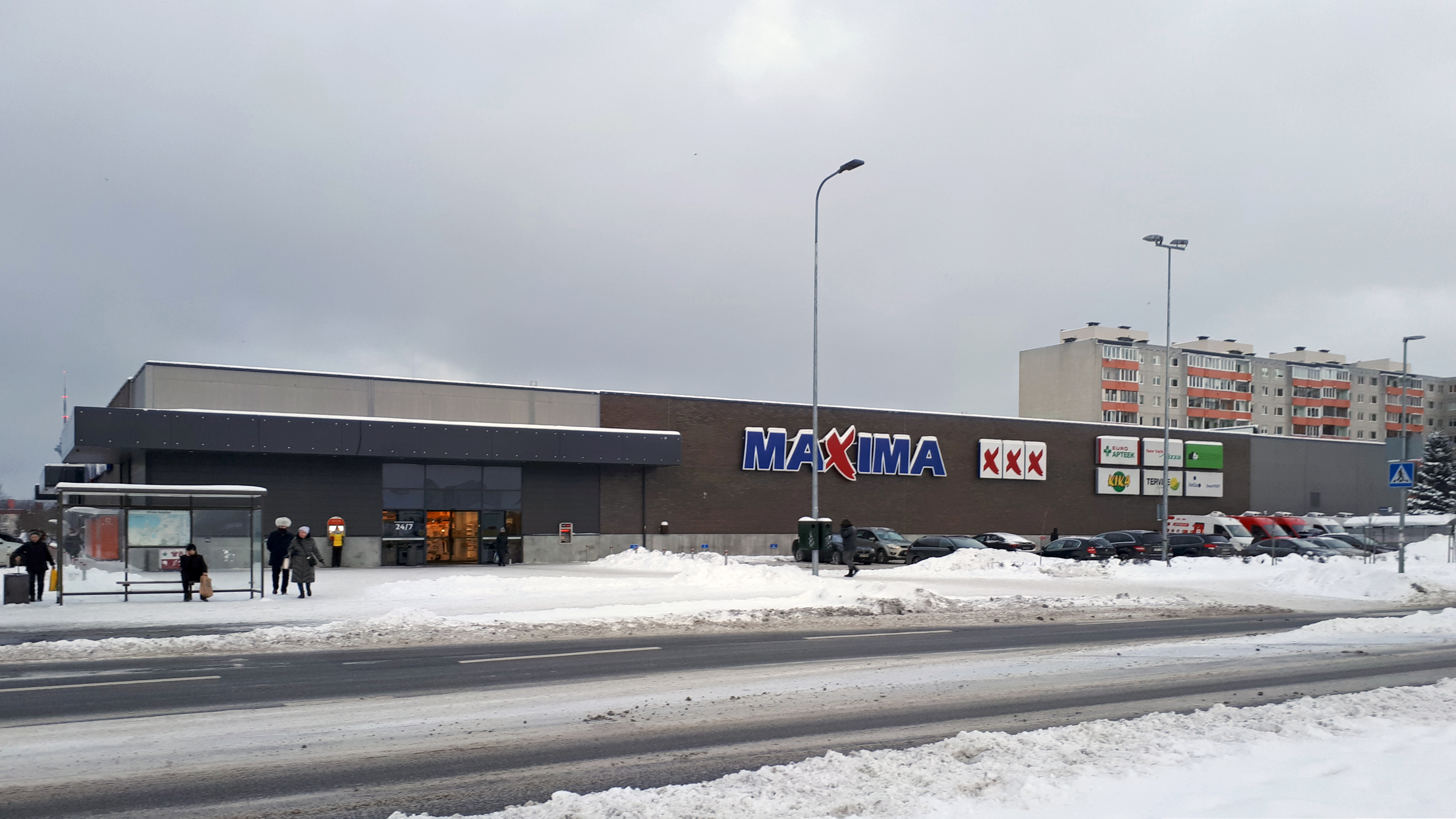
Дом 57, супермаркет Maxima XXX
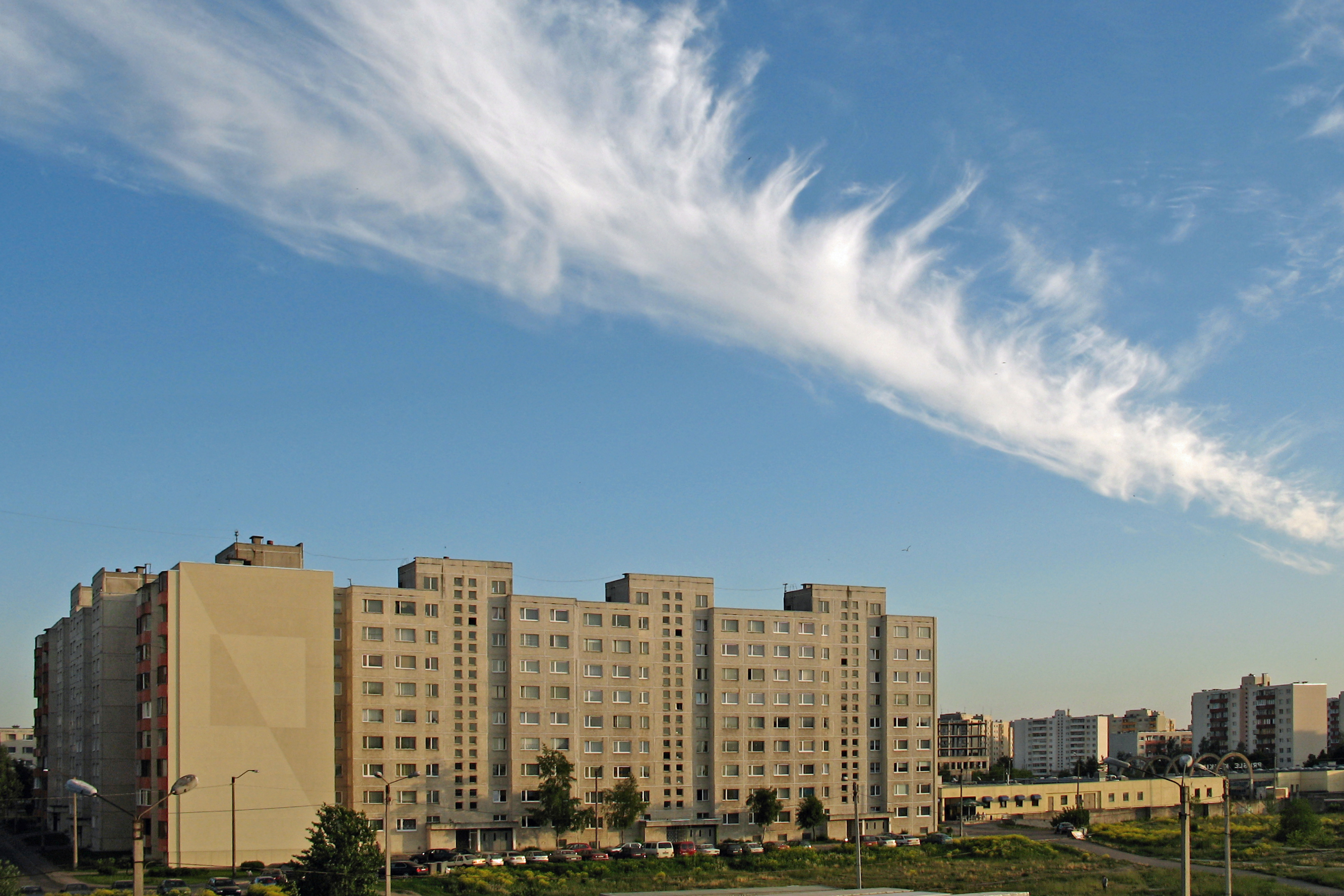
Дома 79 и 83
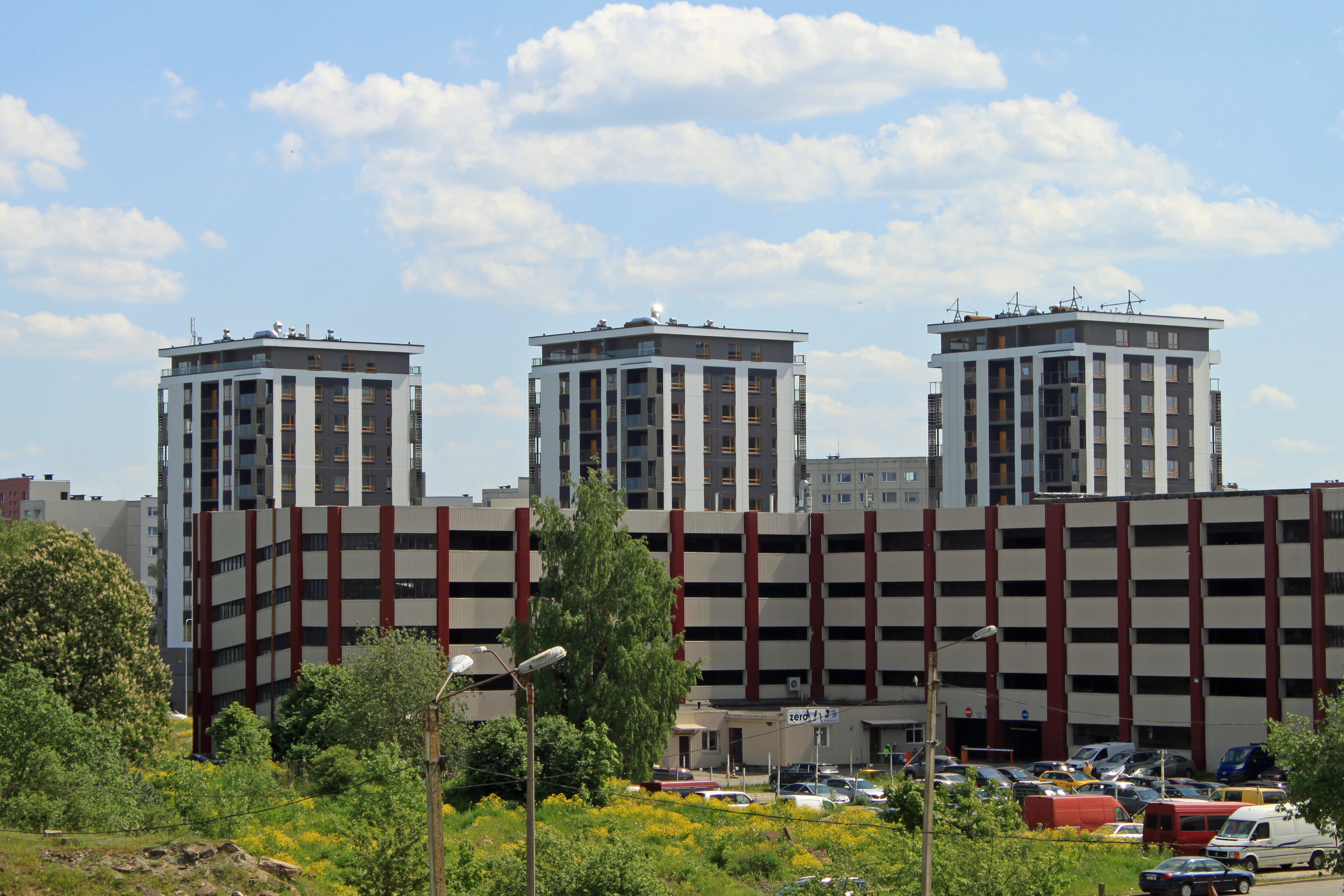
Дом 91 (гаражный комплекс) и «Башни Линнамяэ» (дом 42A)
Дом 95